# (9376) Thionville
(9376) Thionville (1993 OU7) – planetoida z pasa głównego asteroid okrążająca Słońce w ciągu 4,45 lat w średniej odległości 2,7 j.a. Odkryta 20 lipca 1993 roku.